# Ariete (Sängerin)

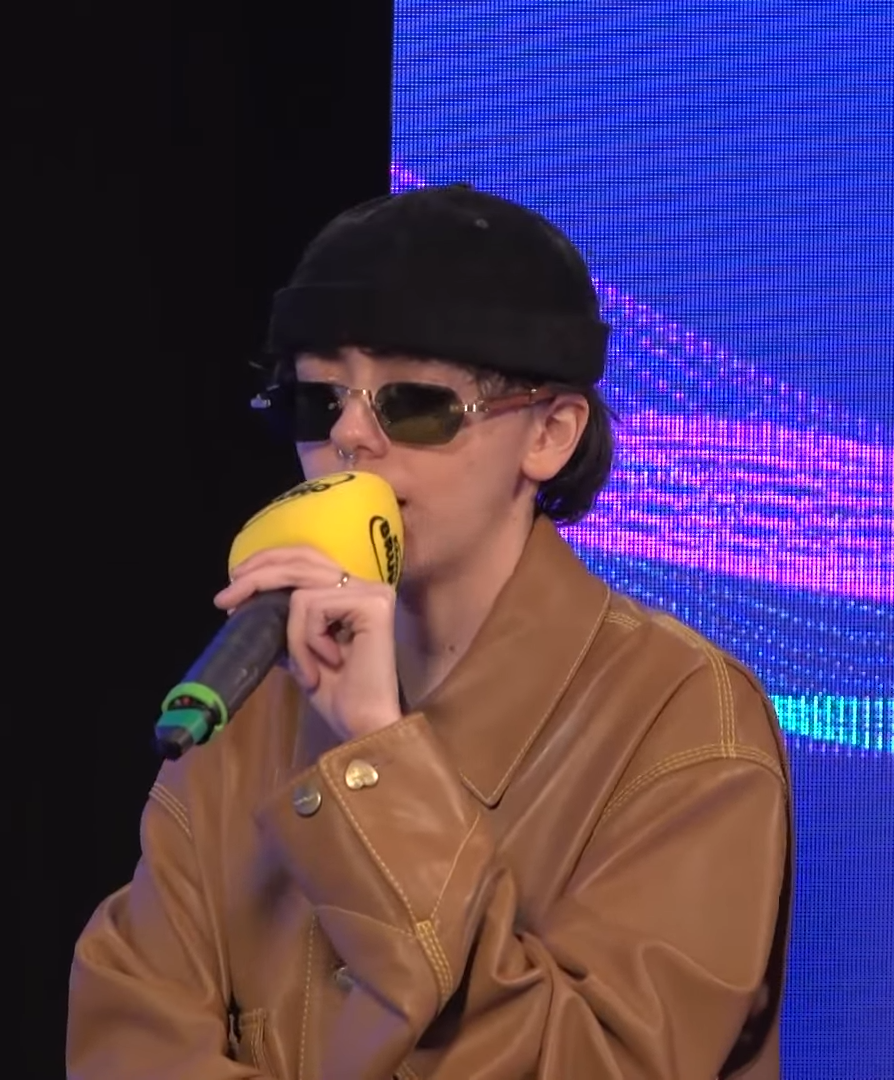
Ariete (2023)

Ariete (* 27. März 2002 als Arianna Del Giaccio in Anzio, Rom) ist eine italienische Indie-Musikerin.

## Werdegang
Ariete begann mit acht Jahren, Gitarre zu spielen, und lernte danach auch Klavier. Bald schrieb sie eigene Lieder. 2019 bewarb sie sich bei der Castingshow X Factor, schaffte es jedoch nicht durch die Castings. Im selben Jahr veröffentlichte sie über YouTube ihre Debütsingle Quel bar, die ihr erste Aufmerksamkeit einbrachte. Nach einer weiteren Single, 01/12, wurde sie vom Label Bomba Dischi unter Vertrag genommen. Im Mai 2020 erschien dort ihre Debüt-EP Spazio, im Vertrieb von Universal.
Ariete gelangen rasch Streaminghits. Ein großer Erfolg war etwa das Lied Tatuaggi in Zusammenarbeit mit der Gruppe Psicologi, das Platz 45 der italienischen Charts erreichte. Nach einer weiteren EP, 18 anni, veröffentlichte sie 2021 ihr Debütalbum Ariete. 2021 nahm sie auch das erfolgreiche Duett mit dem Rapper Rkomi Diecimilavoci und die Soloveröffentlichung L’ultima notte auf. Ihr zweites Album Specchio erschien 2022.
Mit dem Lied Mare di guai nahm sie am Sanremo-Festival 2023 teil.

## Diskografie

### Alben
| Jahr | Titel Musiklabel            | Höchstplatzierung, Gesamtwochen, AuszeichnungChartsChartplatzierungen (Jahr, Titel, Musiklabel, Platzierungen, Wochen, Auszeichnungen, Anmerkungen) | Anmerkungen                                                   |
| Jahr | Titel Musiklabel            | IT | Anmerkungen                                                   |
| ---- | --------------------------- | --- | ------------------------------------------------------------- |
| 2020 | Spazio Puro Srl (UMG)       | IT90 Gold · (4 Wo.)IT | Erstveröffentlichung: 14. Mai 2020 Verkäufe: + 25.000; EP     |
| 2020 | 18 anni Puro Srl (UMG)      | IT64 Gold · (8 Wo.)IT | Erstveröffentlichung: 3. Dezember 2020 Verkäufe: + 25.000; EP |
| 2021 | Ariete Puro Srl (UMG)       | IT32 (2 Wo.)IT | Erstveröffentlichung: 26. Februar 2021 Kompilation            |
| 2022 | Specchio Bomba Dischi (UMG) | IT4 Platin · (36 Wo.)IT | Erstveröffentlichung: 24. Februar 2022 Verkäufe: + 50.000     |
| 2023 | La notte Bomba Dischi (UMG) | IT3 (6 Wo.)IT | Erstveröffentlichung: 21. September 2023                      |

### Singles
| Jahr | Titel Album                   | Höchstplatzierung, Gesamtwochen, AuszeichnungChartsChartplatzierungen (Jahr, Titel, Album, Platzierungen, Wochen, Auszeichnungen, Anmerkungen) | Anmerkungen                                                                                      |
| Jahr | Titel Album                   | IT | Anmerkungen                                                                                      |
| --- | ----------------------------- | --- | ------------------------------------------------------------------------------------------------ |
| 2021 | L’ultima notte –              | IT12 ×3Dreifachplatin · (27 Wo.)IT | Erstveröffentlichung: 3. Mai 2021 Verkäufe: + 300.000                                            |
| 2021 | L Specchio                    | IT50 Gold · (6 Wo.)IT | Erstveröffentlichung: 29. September 2021 Verkäufe: + 50.000                                      |
| 2021 | Club Specchio                 | IT87 (1 Wo.)IT | Erstveröffentlichung: 17. Dezember 2021                                                          |
| 2023 | Mare di guai La notte         | IT13 Platin · (12 Wo.)IT | Erstveröffentlichung: 8. Februar 2023 Verkäufe: + 100.000; Beitrag für das Sanremo-Festival 2023 |
| 2023 | Rumore La notte               | IT89 (1 Wo.)IT | Erstveröffentlichung: 11. September 2023                                                         |
| Folgende Lieder erschienen nicht als Single, wurden aber durch das Album zum Download und Streaming bereitgestellt und konnten somit eine Platzierung erlangen: |                               | |                                                                                                  |
| |                               | |                                                                                                  |
| 2020 | Mille guerre 18 anni          | IT97 Platin · (1 Wo.)IT | Verkäufe: + 100.000                                                                              |
| 2022 | Castelli di lenzuola Specchio | IT66 Gold · (3 Wo.)IT | Verkäufe: + 50.000                                                                               |
| 2022 | Cicatrici Specchio            | IT52 Platin · (17 Wo.)IT | Verkäufe: + 100.000; feat. Madame                                                                |

Weitere Singles
- 2020: 18 anni (IT: Gold)

Weitere Lieder mit Auszeichnungen
- 2020: Pillole (IT: Platin)
- 2022: Spifferi (IT: Gold)
- 2022: Umore (mit Psicologi, IT: Gold)

### Gastbeiträge
| Jahr | Titel Album                       | Höchstplatzierung, Gesamtwochen, AuszeichnungChartsChartplatzierungen (Jahr, Titel, Album, Platzierungen, Wochen, Auszeichnungen, Anmerkungen) | Anmerkungen                                                                         |
| Jahr | Titel Album                       | IT | Anmerkungen                                                                         |
| --- | --------------------------------- | --- | ----------------------------------------------------------------------------------- |
| 2020 | Tatuaggi Millennium Bug           | IT45 Platin · (8 Wo.)IT | Erstveröffentlichung: 15. September 2020 Verkäufe: + 70.000; Psicologi feat. Ariete |
| Folgende Lieder erschienen nicht als Single, wurden aber durch das Album zum Download und Streaming bereitgestellt und konnten somit eine Platzierung erlangen: |                                   | |                                                                                     |
| |                                   | |                                                                                     |
| 2021 | Diecimilavoci Taxi Driver         | IT16 Platin · (9 Wo.)IT | Verkäufe: + 70.000; Rkomi feat. Ariete                                              |
| 2022 | Il giorno più triste del mondo X2 | IT5 Gold · (3 Wo.)IT | Verkäufe: + 50.000; Sick Luke feat. Ariete & Mecna                                  |
| 2022 | Umore Trauma                      | IT83 (1 Wo.)IT | Psicologi feat. Ariete                                                              |
| 2022 | Blessed Botox                     | IT14 Gold · (4 Wo.)IT | Verkäufe: + 50.000; Night Skinny feat. Ariete, Drast, Madame & Thasup               |
| 2022 | Sparami Botox                     | IT68 (1 Wo.)IT | Night Skinny feat. Ariete, CoCo & Ernia                                             |

## Belege
1. ↑  Andrea Sanna: Chi è Ariete? Età, vero nome, altezza, canzoni e Instagram. In: Novella 2000. 11. Februar 2023, abgerufen am 13. Februar 2023 (italienisch).
2. ↑  Ariete domina le classifiche ma nel 2019 venne scartata da Sfera Ebbasta a X Factor (Video). In: All Music Italia. 24. August 2021, abgerufen am 22. Oktober 2021 (italienisch).
3. ↑  Alben von Ariete. In: Italiancharts.com. Hung Medien, abgerufen am 27. Juni 2022.
4. 1 2 3 4 5 6 7 8 9 10 11 12 13  Certificazioni. FIMI, abgerufen am 11. Oktober 2024 (italienisch).
5. ↑  Archivio classifiche Top Singoli. FIMI, abgerufen am 11. Oktober 2024 (italienisch).
6. ↑  Archivio classifiche Top Singoli. FIMI, abgerufen am 29. Juli 2024 (italienisch).

| Personendaten    | Personendaten                      |
| ---------------- | ---------------------------------- |
| NAME             | Ariete                             |
| ALTERNATIVNAMEN  | Del Giaccio, Arianna (Geburtsname) |
| KURZBESCHREIBUNG | italienische Indie-Musikerin       |
| GEBURTSDATUM     | 27. März 2002                      |
| GEBURTSORT       | Anzio, Rom                         |